# پلوتسکی
پلوتسکی (به آلمانی: Plötzky) یک منطقهٔ مسکونی در آلمان است که در شونبک واقع شده‌است. پلوتسکی ۱٬۰۷۸ نفر جمعیت دارد.